# WGC - Bridgestone Invitational 2015
De Bridgestone Invitational is een golftoernooi van de World Golf Championships. In 2015 werd van 6 tot en met 9 augustus de 17de editie van dit toernooi op de Firestone Country Club in Akron (Ohio) gespeeld. De resultaten tellen mee voor de Amerikaanse-, Europese- en Japanse Golf Tour. Alle spelers spelen vier rondes.
Titelhouder Rory McIlroy had nog last van zijn blessure en kwam zijn titel niet verdedigen. Hij staat sinds die overwinning op de eerste plaats van de wereldranglijst, maar Jordan Spieth kan hem deze week met een top-3 plaats inhalen.
Het baanrecord werd in 2014 tijdens de tweede ronde van dit toernooi door Sergio García verlaagd tot 61; hij eindigde op de tweede plaats.

## Resultaten

### Ronde 1
Er deden 77 spelers mee met 25 verschillende nationaliteiten incl. 32 Amerikanen en 14 Europeanen. Rickie Fowler, de nummer 5 op de wereldranglijst (OWGR) en winnaar van het Schots Open 2015, was aan het einde van de ochtend clubhouseleader met een score van -3. Graeme McDowell speelde voor de 52ste keer een WGC-toernooi, een record. Het was de derde achtereenvolgende keer dat hij in dit toernooi met zo'n score begon.  Hij eindigde bij eerdere deelnames acht keer in de top-10. 's Middags ging Danny Lee aan de leiding. Niemand speelde een bogeyvrije ronde.

### Ronde 2
Opvallend is dat acht spelers uit de top-10 van de OWGR ook in de top-10 van dit toernooi staan, terwijl de nummer 1, Rory McIlroy, niet meedoet. Alleen Rickie Fowler ontbreekt, hij staat op de 17de plaats. 
De 45-jarige Jim Furyk maakte weer een ronde van 66 en ging aan de leiding. Shane Lowry en Bubba Watson scoorden ook 66 en eindigden op de 2de plaats. Jordan Spieth doet voor de tweede keer aan dit toernooi mee en scoorde voor het eerst een ronde onder par op deze baan. Tijdens de tweede ronde werden de eerste twee eagles gemaakt.

### Ronde 3
Steven Bowditch maakte acht birdies en een bogey en verlaagde het toernooirecord naar 63. Een paar uren later bracht Justin Rose ook een 63 binnen; hij kwam daardoor aan de leiding naast Furyk, die nog drie holes moest spelen, maar geen birdie meer maakte.

### Ronde 4
De laatste partij wordt gespeeld door Furyk en Rose, een Amerikaan en een Europeaan die beiden  in de top-10 van de wereldranglijst staan. Beiden maakten vier bogeys en maar twee birdies en zakten af naar de derde plaats. Shane Lowry en Bubba Watson maakten ieder een ronde van 66 en voor Lowry was dat voldoende om zijn derde overwinning op de Europese Tour te behalen. Hij steeg hiermee van de 27ste naar de 4de plaats op de Race To Dubai. De Wedgwood trofee bleef in Ierse handen.
| Naam            | R2D | FedEx | OWGR | Score R1 | Score R1 | Nr  | Score R2 | Score R2 | Totaal | Nr  | Score R3 | Score R3 | Totaal | Nr  | Score R4 | Score R4 | Totaal | Nr  |
| --------------- | --- | ----- | ---- | -------- | -------- | --- | -------- | -------- | ------ | --- | -------- | -------- | ------ | --- | -------- | -------- | ------ | --- |
| Shane Lowry     | 27  | =     | 48   | 70       | par      | T22 | 66       | -4       | -4     | T2  | 67       | -3       | -7     | 3   | 66       | -4       | -11    | 1   |
| Bubba Watson    | =   | 2     | 3    | 70       | par      | T22 | 66       | -4       | -4     | T2  | 69       | -1       | -5     | T4  | 66       | -4       | -9     | 2   |
| Jim Furyk       | =   | 20    | 6    | 66       | -4       | T2  | 66       | -4       | -8     | 1   | 69       | -1       | -9     | T1  | 72       | +2       | -7     | T3  |
| Justin Rose     | 6   | 12    | 8    | 67       | -3       | T5  | 71       | +1       | -2     | T8  | 63       | -7       | -9     | T1  | 72       | +3       | -7     | T3  |
| Henrik Stenson  | 16  | 52    | 9    | 66       | -4       | T2  | 71       | +1       | -3     | T5  | 68       | -2       | -5     | T4  | 70       | par      | -5     | T6  |
| Brooks Koepka   | 31  | 18    | 23   | 69       | -1       | T14 | 69       | -1       | -2     | T8  | 68       | -2       | -4     | T8  | 69       | -1       | -5     | T6  |
| Danny Lee       | =   | =     | 65   | 65       | -5       | 1   | 72       | +2       | -3     | T5  | 70       | par      | -3     | T11 | 68       | -2       | -5     | T6  |
| Rickie Fowler   | =   | 16    | 5    | 67       | -3       | T5  | 72       | +2       | -1     | T17 | 70       | par      | -1     | T15 | 67       | -3       | -4     | T10 |
| Jordan Spieth   | =   | 1     | 2    | 70       | par      | T22 | 68       | -2       | -2     | T8  | 72       | +2       | par    | T17 | 66       | -4       | -4     | T10 |
| Jason Day       | =   | 4     | 4    | 69       | -1       | T14 | 69       | -1       | -2     | T8  | 70       | par      | -2     | T13 | 69       | -1       | -3     | T12 |
| Steven Bowditch | =   | 19    | 63   | 73       | +3       | T43 | 69       | -1       | +2     | T34 | 63       | -7       | -5     | T4  | 72       | +2       | -3     | T12 |
| Ian Poulter     | 47  | 63    | 33   | 68       | -2       | T   | 72       | +2       | par    | T   | 65       | -5       | -5     | T4  | 74       | +4       | -1     | T17 |
| Graeme McDowell | 70  | =     | 60   | 66       | -4       | T2  | 71       | +1       | -3     | T5  | 69       | -1       | -4     | T8  | 73       | +3       | -1     | T17 |
| Sergio García   | 23  | 33    | 10   | 71       | +1       | T26 | 67       | -3       | -2     | T8  | 72       | +2       | par    | T17 | 73       | +3       | +3     | T37 |
| Joost Luiten    | 40  | =     | 55   | 70       | par      | T22 | 72       | +2       | +2     | T34 | 70       | par      | +2     | T33 | 73       | +3       | +5     | T45 |
| Dustin Johnson  | =   | 5     | 7    | 69       | -1       | T14 | 67       | -3       | -4     | T2  | 75       | +5       | +1     | T26 | 76       | +6       | +7     | T53 |

| Leider |  | Toernooirecord |  | R2D |  | FedEx |  | OWGR |

## Spelers
Er deden 35 spelers van de Europese Tour mee, incl. Marc Warren, die de week hiervoor in de top-50 van de wereldranglijst kwam. Er deden geen amateurs mee.
| - Byeong-hun An - Sang-moon Bae - Thomas Bjørn - Steven Bowditch - Keegan Bradley - Paul Casey - Nick Cullen - Jason Day - Andrew Dodt - Jamie Donaldson - Victor Dubuisson - Matt Every - Rickie Fowler - Jim Furyk - Stephen Gallacher - Sergio García - Fabián Gómez - Branden Grace - Bill Haas | - James Hahn - Padraig Harrington - Russell Henley - Charley Hoffman - J.B. Holmes - Billy Horschel - Mikko Ilonen - Thongchai Jaidee - Dustin Johnson - Zach Johnson - Martin Kaymer - Kevin Kisner - Søren Kjeldsen - Brooks Koepka - Matt Kuchar - Anirban Lahiri - Pablo Larrazábal - Danny Lee - Marc Leishman | - Wen-chong Liang - David Lingmerth - David Lipsky - Shane Lowry - Joost Luiten - Hunter Mahan - Ben Martin - Hideki Matsuyama - Graeme McDowell - Troy Merritt - Phil Mickelson - Francesco Molinari - Ryan Moore - Kevin Na - Koumei Oda - Louis Oosthuizen - Ryan Palmer - Ian Poulter - Patrick Reed | - Justin Rose - Charl Schwartzel - Adam Scott - Marcel Siem - Webb Simpson - Brandt Snedeker - Jordan Spieth - Gary Stal - Henrik Stenson - Robert Streb - Brendon Todd - Camilo Villegas - Jimmy Walker - Marc Warren - Bubba Watson - Lee Westwood - Bernd Wiesberger - Danny Willett - Oliver Wilson - Gary Woodland |